# August Gottfried Schweitzer
August Gottfried Schweitzer (* 4. November 1788 in Naumburg (Saale); † 17. Juli 1854 in Poppelsdorf) war ein deutscher Agronom und Agrarwissenschaftler.

## Leben
Schweitzer wurde 1788 im sächsischen Naumburg an der Saale als Sohn des dortigen Kaufmanns Christian Schweitzer und der Christina Dorothea geborenen Frenkel († 1820) geboren, die seit 1780 miteinander verheiratet waren. Er wurde von Privatlehrern unterrichtet. 1807 ging er an das neuerrichtete landwirtschaftliche Institut von Albrecht Daniel Thaer in Möglin, kehrte aber bereits 1808 nach Mosen bei Ronneburg auf das elterliche Rittergut zurück, von wo aus er mehrere landwirtschaftliche Studienreisen durch Deutschland und die Schweiz unternahm und erste wissenschaftliche Aufsätze verfasste.
Er besuchte die Universität, wo er promovierte. Der spätere Staatsminister Christian Wilhelm Schweitzer in Weimar war sein älterer Bruder.
Schweitzer wurde im Jahre 1829 Professor an die Forstakademie im sächsischen Tharandt unter Leitung von Heinrich Cotta. Dort übernahm er 1830 die Leitung der neugegründeten und mit der Forstakademie verbundenen Landwirtschaftlichen Lehranstalt.
1846 wurde Schweitzer Professor an der Universität Bonn, bevor seine Ernennung zum Direktor der königlichen höheren landwirtschaftlichen Anstalt Poppelsdorf erfolge. Zeitweilig war Schweitzer auch Leiter der Ökonomischen Gesellschaft im Königreiche Sachsen. 1851 ging er aufgrund seines angeschlagenen Gesundheitszustandes in den Ruhestand.

## Schriften (Auswahl)
- Beiträge in den Jahrbüchern der königl. sächsischen Akademie für Forst- und Landwirthe zu Tharand
- Ueber Verbesserung der Bauernwirthschaften im sächsischen Erzgebirge
- Beiträge in der Landwirthschaftlichen Zeitschrift der Ökonomischen Gesellschaft im Königreiche Sachsen
- Ueber Wirthschaftseinrichtungen, mit besonderer Berücksichtigung der im Königreich Sachsen vorkommenden landwirthschaftlichen Verhältnisse, 1849
- Kurzgefasstes Lehrbuch der Landwirthschaft zum Gebrauche bei Vorlesungen, 3. Auflage, Leipzig 1854